# Quần đảo Aru

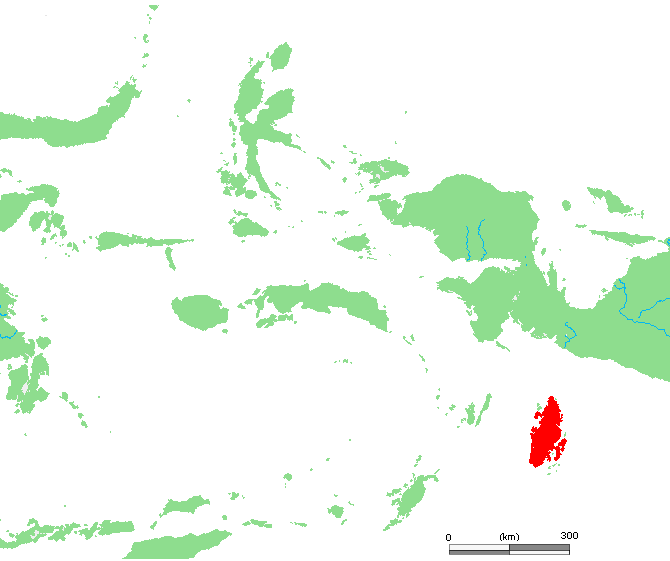
Vị trí của quần đảo Aru so với các đảo xung quanh ở miền đông Indonesia

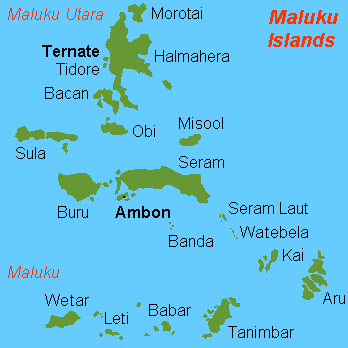
Vị trí quần đảo Aru trong quần đảo Maluku

Quần đảo Aru (tiếng Indonesia: Kabupaten Kepulauan Aru), cũng gọi là quần đảo Aroe, là một nhóm gồm 95 hòn đảo có cao độ thấp thuộc tỉnh Maluku ở phía đông Indonesia. Chúng cũng tạo thành một huyện của tỉnh Maluku, với tổng diện tích đất liền là 6.269 km².

## Địa lý
Quần đảo là cực đông của tỉnh Maluku, và nằm ở biển Arafura thuộc phía tây nam New Guinea và phía bắc Australia. Tổng diện tích của quần đảo là 8.563 km² (3.306 mi²). Hòn đảo lớn nhất là Tanahbesar (cũng gọi là Wokam); Dobo, cảng chính của quần đảo, nằm trên đảo Wamar, ngay ngoài khơi Tanahbesar. Các đảo chính khác là Kola, Kobroor, Maikoor, và Trangan. Các đảo chính nổi lên thành những ngọn đồi thấp, và tách nhau bằng các kênh uốn khúc. Về mặt địa chất, nhóm đảo là một phần của châu Úc, cùng với New Guinea, Tanimbar, Tasmania và Timor thuộc mảng Ấn-Úc.
Aru được bao phủ bởi một sự kết hợp giữ rừng lá rộng nhiệt đới ẩm, xa van, và rừng ngập mặn. Quần đảo nằm trên thềm lục địa Australia-New Guinea, và kết nối với Australia và New Guinea bằng lục địa khi mực nước biển xuống thất trong các kỷ băng hà. Các loài động thực vật tại Aru là một phần của hệ sinh thái Australasia, và có quan hệ gần gũi với New Guinea. Aru là một phần của hệ sinh thái cạn rừng mưa đất thấp Vogelkop-Aru cùng với phần lớn miền tây New Guinea,.
Là một phần trong tiến trình phi tập trung hành chính và chính trị của Indonesia sau khi Suharto bị hạ bệ năm 1998, quần đảo Aru nay là một huyện độc lập (kabupaten), trụ sở đặt tại Dobo, tách khỏi huyện Maluku.

## Kinh tế
Ngành nuôi ngọc trai là một nguồn thu nhập chính của đảo. Ngành công nghiệp ngọc trai của Aru đã bị chí trích trên các phương tiện truyền thông quốc gia vì bị cáo buộc duy trì hình thức bóc lột và mối quan hệ bất bình đẳng giữa chủ tàu, thương nhân với các lao động lặn tìm ngọc trai.
Các mặt hàng xuất khẩu khác của Aru là sago, dừa, thuốc lá, xà cừ, trepang (một loài dưa chuột biển ăn được, được sấy khô và xử lý), mai rùa, và lông chim thiên đường.
Vào tháng 11 năm 2011, chính phủ Indonesia đã quyết định ký hợp đồng phân chia sản xuất dầu mỏ và khí thiên nhiên (PSC) cách khoảng 200 km về phía tây quần đảo Aru cho BP. Hai lô liền kề ngoài khơi tên là Tây Aru I và II, với diện tích 16.400 km² với vùng nước sâu từ 200 mét đến 2.500 mét. BP có kế hoạch thăm dò địa chấn ở hai lô này.

## Lịch sử
Quần đảo Aru có một lịch sử lâu dài là một phần của mạng lưới giao thương rộng khắp trên khu vực mà nay là miền đông Indonesia. Thời kỳ tiền thuộc địa, Aru có mối liên hệ đặc biệt chặt chẽ với quần đảo Banda, và các thương gia Bugis và Makasar cũng đến thăm đảo thường xuyên. Quần đảo bị người Hà Lan thuộc địa hóa từ năm 1623, mặc dù vậy, ban đầu Công ty Đông Ấn Hà Lan là một trong số các tập đoàn thương mại trong khu vực và chỉ có ảnh hưởng hạn chế đối với công việc nội bộ của quần đảo.
Năm 1857, nhà tự nhiên học nổi tiếng Alfred Russel Wallace đã đến viếng thăm quần đảo. Chuyến thăm này đã khiến ông nhận ra rằng quần đảo Aru phải được kết nối bằng một cầu lục địa với đại lục New Guinea trong kỷ băng hà.
Vào thế kỷ 19, Dobo, đô thị lớn nhất của Aru, tạm thời trở thành một trung tâm thương mại quan trọng cấp vùng, là điểm gặp gỡ của các thương gia người Hà Lan, người Makassar, người Hán. Thời kỳ từ thập niên 1880 đến 1917 đã chứng kiến một phản ứng mạnh mẽ chống lại ảnh hưởng bên ngoài, khi nổ ra một phong trào tinh thần của các cư dân địa phương nhằm giải thoát đảo khỏi người ngoài.

## Nhân khẩu
Theo điều tra năm 2010, tổng số cư dân của quần đảo là 83.977 người. Hầu hết các cư dân bản địa của đảo có huyết thống pha trộng giữa người Mã Lai và Papua. Mười bốn ngôn ngữ gồm: Barakai, Batuley, Dobel, Karey, Koba, Kola, Kompane, Lola, Lorang, Manombai, Mariri, Đông Tarangan, Tây Tarangan, và Ujir - là các ngôn ngữ bản địa của Aru. Chúng thuộc Nhóm ngôn ngữ Trung Mã Lai-Đa Đảo, và có quan hệ với các ngôn ngữ khác tại Maluku, Nusa Tenggara, và Timor. Tiếng Mã Lai Ambon cũng được sử dụng tại Wamar.
Cư dân quần đảo chủ yếu là các Ki-tô hữu và một thiểu số nhỏ là tín dồ Hồi giáo. Số liệu trích dẫn của Glenn Dolcemascolo vào năm 1993 cho thấy xấp xỉ 90% là tín đồ Tin Lành, 6% là tín đồ Công giáo La Mã, và 4% là tín đồ Hồi giáo. Một thống kê khác gần đây hơn, vào năm 2007, cho rằng con số 4% tín đồ Hồi giáo chỉ có thể áp dụng cho cư dân bản địa và rằng tỉ lệ người Hồi giáo có thể cao hơn đáng kể. Hồi giáo được cho là đã đến quần đảo vào cuối thế kỷ 15. Người Hà Lan đưa Ki-tô giáo đến vào thế kỷ 17 và 18 song việc cải đạo của phần lớn cư dân đã không diễn ra cho đến thế kỷ 20.